# Novaggio
Novaggio je obec ve švýcarském kantonu Ticino, okresu Lugano. Žije zde 852 obyvatel.

## Geografie
Obec se nachází v nadmořské výšce 640 metrů v oblasti Malcantone, obklopena vinicemi a starými kaštanovými háji, 7 km západně od Lugana.
Sousedními obcemi jsou Miglieglia na severu, Aranno na východě, Curio a Bedigliora na jihu a Dumenza (v italské provincii Varese) na západě.

## Historie

Letecký pohled (1966)

Nedaleko severovýchodně od Novaggia, na kopci „A Castéll“, se ve středověku nacházel malý hradní komplex, který je zmiňován od 13. do 15. století. Samotná obec je v listinách poprvé zmiňována jako Novizio v roce 1335.
V roce 1922 otevřela Spolková vojenská pojišťovna v Novaggiu sanatorium pro vojenský personál trpící tuberkulózou. V roce 1952 bylo sanatorium přestavěno na nemocnici pro léčbu interních onemocnění a kloubních a zádových problémů. V letech 1989–1997 byla vojenská nemocnice rozšířena na specializovanou kliniku pro rehabilitaci pohybového aparátu, která je přístupná i civilním pacientům.
Projekt sloučení obce se sousedními obcemi Astano, Bedigliora, Curio a Miglieglia do nové obce Medio Malcantone byl v roce 2004 po negativním hlasování v obcích zrušen. Dne 26. listopadu 2023 byl v konzultativním referendu schválen návrh na sloučení se sousedními obcemi Astano, Bedigliora, Curio, a Miglieglia do nové obce Lema, čímž byla obnovena myšlenka, která byla před 20 lety zamítnuta.

## Obyvatelstvo

Kaple

| Rok            | 1670 | 1801 | 1850 | 1950 | 1970 | 1980 | 1990 | 2000 | 2010 | 2020 |
| Počet obyvatel | 373  | 379  | 423  | 432  | 517  | 501  | 606  | 737  | 810  | 821  |

## Doprava
Novaggio se nachází na křižovatce silnic, které spojují obec s obcemi Astano, Curio, Miglieglia a Bedigliora. Dopravní obslužnost zajišťují linky postbusu.
Nejbližší železniční stanice se nachází v Caslanu na železniční trati Lugano – Ponte Tresa.